# Édgar Ramos
Edgar Alexander Ramos Martínez (Bogotá, Colombia; 27 de septiembre de 1979) es un exfutbolista colombiano. Jugaba de volante.

## Clubes
| Club                 | País        | Año         |
| -------------------- | ----------- | ----------- |
| Santa Fe             | Colombia    | 2001 - 2004 |
| Deportivo Pasto      | Colombia    | 2004        |
| Deportes Quindío     | Colombia    | 2005        |
| Boyacá Chicó         | Colombia    | 2006        |
| Patriotas            | Colombia    | 2006        |
| Academia             | Colombia    | 2007        |
| Quilmes              | Argentina   | 2008        |
| Academia             | Colombia    | 2008        |
| Atlético Bucaramanga | Colombia    | 2009        |
| Alianza F.C.         | El Salvador | 2010        |
| Patriotas            | Colombia    | 2010        |
| Academia             | Colombia    | 2011 - 2012 |
| Bogotá F.C.          | Colombia    | 2012        |
| Llaneros F.C         | Colombia    | 2013        |